# Karim Conté
Abdoul Karim Conté (* 25. August 1999 in Conakry) ist ein guineischer Fußballspieler.

## Karriere
Conté spielte zunächst in der senegalesischen Aspire Academy. Im Februar 2018 wechselte er leihweise nach Estland zum JK Tallinna Kalev.
Im März 2018 debütierte er in der Meistriliiga, als er am zweiten Spieltag der Saison 2018 gegen den JK Tammeka Tartu in der Startelf stand und in der 83. Minute durch Juhan Jograf Siim ersetzt wurde.
Im Sommer 2018 wurde er nach Österreich an die zweitklassige Zweitmannschaft des FC Wacker Innsbruck weiterverliehen. In der Winterpause der Saison 2018/19 rückte er in den Kader der ersten Mannschaft der Tiroler. Mit Wacker musste er 2019 aus der Bundesliga absteigen. In der Saison 2019/20 kam er zu 27 Zweitligaeinsätzen für die Tiroler. Nach zwölf weiteren Einsätzen bis zur Winterpause 2020/21 wurde er im Januar 2021 aufgrund disziplinärer Verfehlungen freigestellt. Im April 2021 wurde schließlich sein Leihvertrag mit der Nkufo Academy in Innsbruck aufgelöst.
Im August 2021 verließ er die kamerunische Akademie endgültig und wechselte zum österreichischen Zweitligisten SKN St. Pölten, bei dem er einen bis Juni 2023 laufenden Vertrag erhielt. Für den SKN absolvierte er 44 Partien in der 2. Liga, ehe er die Niederösterreicher per Vertragsende nach der Saison 2022/23 wieder verließ.
Nach eineinhalb Jahren ohne Verein wechselte er im Januar 2025 zum Zweitligisten SV Horn. Für Horn kam er zu 13 Zweitligaeinsätzen, ehe der Verein am Ende der Saison 2024/25 aus der 2. Liga abstieg. Daraufhin verließ er Horn wieder. Im August 2025 schloss er sich dann Zweitligist FC Hertha Wels an.